# Rhytidothorax ferus
Rhytidothorax ferus är en stekelart som först beskrevs av Girault 1922.  Rhytidothorax ferus ingår i släktet Rhytidothorax och familjen sköldlussteklar. Inga underarter finns listade i Catalogue of Life.